# Neriene oxycera
Neriene oxycera är en spindelart som beskrevs av Tu och Li 2006. Neriene oxycera ingår i släktet Neriene och familjen täckvävarspindlar.
Artens utbredningsområde är Vietnam. Inga underarter finns listade i Catalogue of Life.